# 梨木樹公共運輸交匯處
梨木樹公共運輸交匯處（英語：Lei Muk Shue Estate Public Transport Interchange）是香港的一個巴士總站，位於新界荃灣區東部梨木樹和宜合道389號梨木樹邨梨木樹商場內，現在是一個有蓋巴士總站。現有5條巴士路線和2條小巴路線以本站作為總站，2條巴士路線和1條小巴路線途經本站。

## 歷史
梨木樹邨分別於1971年至1980年入伙，後來分拆為梨木樹（一）邨及梨木樹（二）邨，由於梨木樹邨重建，部份舊式長條型樓宇已被清拆，現在餘下的梨木樹（二）邨長條型樓宇於1975年起入伙。
梨木樹巴士總站原本分為兩部份。露天的一部份，在昂磡路與梨樹路交界點，即今樂樹樓與翠樹樓之間，於1971年啟用，是九龍巴士36B線、九龍巴士36A線和九龍巴士36線的總站。
1976年，第一代九龍巴士60線啟用（及後改編組為60R線），此為只於夏季假日提供服務的特別路線，來往梨木樹和汀九，其總站亦設於露天部份直到該路線於1983年停辦為止。
1979年，地鐵開通連帶九龍巴士36M線啟用，其總站也設於室外露天部份。
1992年，中巴與九巴聯營過海隧道巴士336線，其總站亦劃於露天部份。
至於室內部份則較露天部份遲啟用，位置大概在於今日榕樹樓以南的街市地下。室內部份啟用後，36和36A兩線總站遷移至此。在九十年代中期36A及36B曾作對調月台安排至新總站啟用為止。
以往，巴士駛進時須途經第十座（已拆卸），駛出總站時途經梨樹路。梨木樹商場於2004年中啟用，巴士總站率先在2004年1月17日遷至商場地庫的有蓋公共運輸交匯處，並運作至今。

## 總站路線
巴士

### 九龍巴士36線(特別班次)
- 梨木樹 → 荃灣西站

### 九龍巴士36A線
- 梨木樹 ↺ 長沙灣（海達邨）

### 九龍巴士36B線
- 梨木樹 ↔ 佐敦（西九龍站）

### 九龍巴士36M線
- 梨木樹 ↔ 葵芳站

### 九龍巴士36X線
- 梨木樹 ↔ 尖沙咀東（麼地道）

### 過海隧道巴士936A線
- 銅鑼灣（棉花路） → 梨木樹

### 龍運巴士A30線
- 梨木樹 ↔ 機場（地面運輸中心）

於2023年6月25日投入服務，途經石籬邨、安蔭邨、石蔭邨、葵興、葵芳、青荃橋、青衣北岸公路、青嶼幹線、港珠澳大橋香港口岸及一號客運大樓。

### 龍運巴士NA30線
- 梨木樹 ↔ 港珠澳大橋香港口岸（經機場客運大樓）

於2024年11月24日投入服務，途經石籬邨、安蔭邨、石蔭邨、葵興、葵芳、青荃橋、青衣北岸公路、青嶼幹線、國泰城及一號客運大樓，只於深宵時段提供服務。
小巴

### 新界區專線小巴94A線
- 梨木樹 ↔ 葵盛圍

### 新界區專線小巴312線
- 青衣站 ↔ 梨木樹

## 途經路線
巴士

#### 九龍巴士36線
- 荃灣西站 ↺ 梨木樹

#### 九龍巴士N36線
- 荃灣站 ↺ 梨木樹

#### 過海隧道巴士936、936A線
936
- 石圍角 ↔ 銅鑼灣（棉花路）

936A
- 石圍角 → 銅鑼灣（棉花路）

小巴

### 新界區專線小巴94線
- 石圍角 ↔ 葵盛圍

## 車坑分佈
| 車坑分佈（以入口最左邊起計） | 車坑分佈（以入口最左邊起計） | 車坑分佈（以入口最左邊起計）               |
| 車坑編號                     | 車坑數目                     | 路線                                       |
| ---------------------------- | ---------------------------- | ------------------------------------------ |
| 1                            | 雙坑通道                     | 九巴36M線；龍運A30線                       |
| 2                            | 單坑通道                     | 九巴36A線                                  |
| 3                            | 單坑通道                     | 九巴36線；九巴936線；九巴936A線；九巴N36線 |
| 4                            | 雙坑通道                     | 九巴36B線；九巴36X線                       |